# Superliga 2013-2014
Sezonul 2013-2014 al Superligii române a fost primul sezon al Superligii române, prima divizie a sistemului de fotbal feminin românesc. Sezonul a început pe 8 septembrie 2013 și s-a terminat pe 7 iunie 2014. Liga a fost alcătuită din 8 echipe, care au jucat un sezon regulat tur-retur. Primele patru au jucat play-off și ultimele patru, play-out. Campioana sezonului a fost Olimpia Cluj.

## Echipe
| Club                          | Localitate  | Stadion                      | Capacitate |
| ----------------------------- | ----------- | ---------------------------- | ---------- |
| Olimpia Universitatea Tehnica | Cluj-Napoca | Cluj Arena                   | 30.200     |
| CS Independența Baia Mare     | Baia-Mare   | Viorel Mateianu              | 18.000     |
| AS FC ASA 2013 Târgu Mureș    | Târgu Mureș | Trans-Sil                    | 8.000      |
| CFR 1933 Timișoara            | Timișoara   | Stadionul CFR                | 7.000      |
| CS Real Craiova               | Otopeni     | Stadionul Electroputere      | 7.000      |
| FC Brazi                      | Brazi       | Stadionul Chimia             | 2.000      |
| CS Navobi Iași                | Iași        | Emil Alexandrescu (Sintetic) | 1.000      |
| AFC Fair Play București       | București   | Politehnica (bază sportivă)  | 500        |

## Sezonul regular
| Acasă \ Deplasare      | FAI  | NAV  | BRA  | CFR | OLI  | REA | TGM | IBM  |
| ---------------------- | ---- | ---- | ---- | --- | ---- | --- | --- | ---- |
| Fair Play București    |      | 6–2  | 3–2  | 0–4 | 2–5  | 2–1 | 1–2 | 5–1  |
| Navobi Iași            | 3–1  |      | 0–6  | 1–7 | 0–10 | 2–8 | 1–2 | 0–0  |
| FC Brazi               | 2–0  | 3–0  |      | 0–3 | 1–5  | 1–2 | 1–1 | 4–0  |
| CFR Timișoara          | 6–1  | 2–0  | 1–0  |     | 1–7  | 0–1 | 0–5 | 9–0  |
| Olimpia Cluj           | 14–0 | 14–0 | 12–0 | 4–1 |      | 4–0 | 4–0 | 15–0 |
| Real Craiova           | 8–2  | 3–0  | 4–0  | 1–0 | 0–5  |     | 2–0 | 7–0  |
| ASA Târgu Mureș        | 17–0 | 4–0  | 3–2  | 0–1 | 0–4  | 0–3 |     | 9–0  |
| Independența Baia Mare | 2–6  | 0–1  | 0–0  | 1–4 | 0–9  | 1–2 | 0–2 |      |

| Loc | Echipa                 | MJ | V  | E | Î  | GM  | GP | DG   | Pct | Calificare             |
| --- | ---------------------- | -- | -- | - | -- | --- | -- | ---- | --- | ---------------------- |
| 1   | Olimpia Cluj           | 14 | 14 | 0 | 0  | 112 | 6  | +106 | 42  | Calificare în play-off |
| 2   | Real Craiova           | 14 | 11 | 0 | 3  | 42  | 17 | +25  | 33  | Calificare în play-off |
| 3   | CFR Timișoara          | 14 | 9  | 0 | 5  | 39  | 21 | +18  | 27  | Calificare în play-off |
| 4   | ASA Târgu Mureș        | 14 | 8  | 1 | 5  | 45  | 19 | +26  | 25  | Calificare în play-off |
| 5   | Fairplay București     | 14 | 5  | 0 | 9  | 29  | 69 | −40  | 15  | Calificare în play-out |
| 6   | FC Brazi               | 14 | 4  | 2 | 8  | 23  | 34 | −11  | 14  | Calificare în play-out |
| 7   | Navobi Iași            | 14 | 2  | 1 | 11 | 10  | 66 | −56  | 7   | Calificare în play-out |
| 8   | Independența Baia Mare | 14 | 0  | 2 | 12 | 5   | 73 | −68  | 2   | Calificare în play-out |

## Play-off
| Acasă \ Deplasare | OLI | REA  | TGM | CFR |
| ----------------- | --- | ---- | --- | --- |
| Olimpia Cluj      | —   | 13–1 | 4–3 | 6–0 |
| Real Craiova      | 0–5 | —    | 0–5 | 1–0 |
| ASA Târgu Mureș   | 0–2 | 3–0  | —   | 5–1 |
| CFR Timișoara     | 0–4 | 5–1  | 1–3 | —   |

| Loc | Echipa           | MJ | V | E | Î | GM | GP | DG  | Pct | Calificare                 |
| --- | ---------------- | -- | - | - | - | -- | -- | --- | --- | -------------------------- |
| 1   | Olimpia Cluj (C) | 6  | 6 | 0 | 0 | 34 | 4  | +30 | 21  | Liga Campionilor 2014-2015 |
| 2   | ASA Târgu Mureș  | 6  | 4 | 0 | 2 | 19 | 8  | +11 | 12  |                            |
| 3   | Real Craiova     | 6  | 1 | 0 | 5 | 3  | 31 | −28 | 5   |                            |
| 4   | CFR Timișoara    | 6  | 1 | 0 | 5 | 7  | 20 | −13 | 4   |                            |

## Play-out
| Acasă \ Deplasare      | FAI | NAV | BRA | IBM |
| ---------------------- | --- | --- | --- | --- |
| Fair Play București    |     | 6–1 | 0–3 | 1–0 |
| Navobi Iași            | 2–5 |     | 1–0 | 2–1 |
| FC Brazi               | 3–1 | 5–1 |     | 5–0 |
| Independența Baia Mare | 1–2 | 2–5 | 2–4 |     |

| Loc | Echipa                     | MJ | V | E | Î | GM | GP | DG  | Pct | Retrogradare           |
| --- | -------------------------- | -- | - | - | - | -- | -- | --- | --- | ---------------------- |
| 1   | FC Brazi                   | 6  | 5 | 0 | 1 | 20 | 5  | +15 | 17  |                        |
| 2   | Fairplay București         | 6  | 4 | 0 | 2 | 15 | 10 | +5  | 15  |                        |
| 3   | Navobi Iași (R)            | 6  | 3 | 0 | 3 | 12 | 19 | −7  | 10  | Retrogradare în Liga I |
| 4   | Independența Baia Mare (R) | 6  | 0 | 0 | 6 | 6  | 19 | −13 | 0   | Retrogradare în Liga I |